# Milton Salomon Salles
Milton Salomon Salles foi um político brasileiro do estado de Minas Gerais. Foi eleito deputado estadual em Minas Gerais pela UDN na 2ª legislatura (1951 - 1955), sendo reeleito para a legislatura seguinte (1955-1959). Exerceu como suplente na Assembleia na 4ª e na 6ª legislaturas. Foi novamente eleito como deputado estadual para a 7ª e  8ª legislaturas (1971-1979). É pai do também deputado estadual de Minas Gerais Antônio Milton Salles.
.